# Artaud (álbum)
Artaud es el tercer y último álbum de estudio de Pescado Rabioso, lanzado en octubre de 1973 por Talent-Microfón. Es esencialmente el segundo álbum en solitario del cantautor Luis Alberto Spinetta, quien usó el nombre del grupo a pesar de su disolución a principios de ese año. 
El álbum lleva el nombre del poeta francés Antonin Artaud y está dedicado al mismo, y fue concebido como una reacción a sus escritos. El embalaje original del álbum es famoso por su forma extraña, a la que el sello discográfico inicialmente se resistió. Spinetta presentó a Artaud en dos espectáculos matutinos en el Teatro Astral de la Avenida Corrientes, acompañado únicamente por su guitarra acústica. Cada miembro del público recibió una copia del manifiesto de Spinetta Rock: Música dura, la suicidada por la sociedad, en el que presentaba su visión del movimiento contracultural del rock argentino.
Se considera la obra maestra de Spinetta y uno de los álbumes más influyentes del rock en español. Ha sido seleccionado como el mejor álbum de la historia del rock argentino en varias ocasiones, entre las que destaca Los 100 Grandes Álbumes del Rock Nacional de Rolling Stone Argentina en 2007.

## Historia

### Contexto social y personal
Pescado Rabioso, la banda que Spinetta había formado a fines de 1971, se separó a mediados de 1973, tras un recital en el teatro Planeta. Sus integrantes no aceptaban ni entendían la visión musical que estaba desarrollando Luis Alberto y simplemente dejaron de responder a su convocatoria hasta que se quedó solo. Spinetta siguió entonces con los proyectos que venía desarrollando para Pescado Rabioso: "Pescado Rabioso era yo". Así surgió Artaud, una de las obras cúspides de la música latinoamericana.

Él empezó a perfilarse para otro lugar, una mano más arreglada tipo lo que después fue Invisible. A lo último escribía un tema y yo no lo entendía; estaba leyendo mucho a Artaud, Rimbaud. Primero se fue Cutaia, después David y después yo. El Flaco se quedó solo, sentado en una butaca de la sala Planeta, se sintió abandonado porque quería seguir tocando con Pescado, y me dijo que no iba a tocar nunca más conmigo. Como se quedó solo y quedaba pendiente grabar un disco más con Microfón, grabó Artaud con los temas que tenía para Pescado Rabioso; cuando escuché Artaud me quería matar.
Black Amaya

El disco fue concebido en un momento crucial de la historia sudamericana, de alta violencia política, en el que comenzaban a instalarse dictaduras cívico-militares, coordinadas entre sí por medio del Plan Cóndor y apoyadas por Estados Unidos, que anularían completamente la vigencia de los derechos humanos durante dos décadas. Argentina en particular había conseguido que la dictadura autodenominada Revolución Argentina, convocara ese año a elecciones libres, por primera vez en casi dos décadas. El voto popular había dado el triunfo en marzo y por un amplio margen al peronismo.
Pero el gobierno democrático no alcanzaría a consolidarse afectado por violentas confrontaciones que llevarían a su derrocamiento a comienzos de 1976 y a la instalación de una cruenta dictadura que se mantendría en el poder hasta fines de 1983 y que cometería un genocidio y llevaría el país a la Guerra de Malvinas.

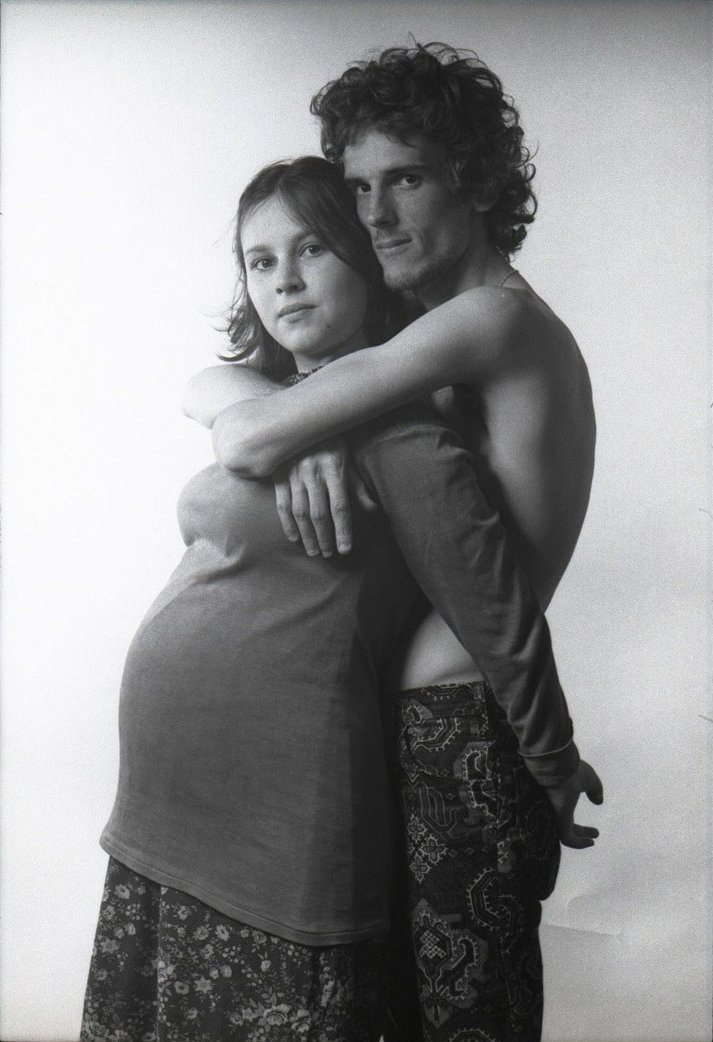
Spinetta junto a Patricia Salazar en 1976, esperando su primer hijo. La concepción del álbum coincidió con el comienzo de su relación, la cual fue una gran influencia en las composiciones de Artaud.

Por otra parte, ese momento histórico coincide a su vez con un momento decisivo de la vida personal de Spinetta, en el que conoce a Patricia Salazar, con quien formará una pareja estable durante casi 25 años y con quien constituirá una familia con cuatro hijos. "Las letras de Artaud nacen ahí", dice Gustavo Spinetta, refiriéndose al "mucho amor" que se expresaban mutuamente su hermano y Patricia Salazar. La letra del tema "Por" del álbum Artaud -compuesta por una sucesión de palabras sueltas, todos sustantivos con excepción de la preposición "por" que cierra el poema y da título a la canción-, fue escrita de manera conjunta entre los dos.
En esa encrucijada histórico-cultural y personal aparece Artaud, inspirado precisamente en el sufrimiento y las emociones dolorosas que la vida y la obra del dramaturgo francés Antonin Artaud, produjeron en Spinetta. El músico se identificaba con la dureza del surrealismo, de Artaud y del rock, pero a la vez relacionaba ese momento del país y de Sudamérica, con el anarquismo alienado de Artaud, el nihilismo del rock expresado en las drogas y la "promiscuidad sin sentido", y lo sentía incompatible con su propia visión del rock -expresada en el Manifiesto que Spinetta publica simultáneamente con el disco- y de la vida.

«Pero antes que nada te quiero aclarar que yo le dediqué ese disco a Artaud pero en ningún momento tomé sus obras como punto de partida. El disco fue una respuesta –insignificante tal vez– al sufrimiento que te acarrea leer sus obras. La idea del álbum era exponer la posibilidad de un antídoto contra lo que opinó Artaud. Quien lo haya leído no puede evadirse de una cuota de desesperación. Para él la respuesta del hombre es la locura; para Lennon es el amor. Yo creo más en el encuentro de la perfección y la felicidad a través de la supresión del dolor que mediante la locura y el sufrimiento. Creo que sólo si nos preocupamos por sanear el alma vamos a evitar distorsiones sociales y comportamientos fascistas, doctrinas injustas y totalitarismos, políticas absurdas y guerras deplorables. La única forma de hacer subir el peso es con amor. Los músicos de rock somos tipos que estamos muy desorientados. Hemos involucrado mucho a nuestro sistema neurológico y hemos aprendido muy poco de la historia reciente. Pero hay algo claro: no podemos jugar a ser Artaud. Eso significaría no haber entendido a Moris, no haber entendido a Lito Nebbia, no haber pescado una. Si yo no hubiera aprendido a salir de ésa y ubicarme en mi país, no estarías conmigo en este momento: Spinetta sería apenas un nombre en una chapita de bronce, chorreada de caca, en la inmensidad de algún cementerio.»
Luis Alberto Spinetta

Todas las personas que estuvieron cerca de Spinetta en ese momento coinciden en destacar el carácter personal, "íntimo" y hasta "casero", que tuvo la elaboración del álbum: «una ceremonia privadísima de Luis Alberto», dijo Miguel Grinberg. Fue «un período egoísta» declaró Spinetta en un programa televisivo dedicado a Artaud y relacionó ese momento con el «nuevo proyecto de vida» que significaba su pareja con Patricia Salazar, su alejamiento de las drogas y el "back home" de volver a su casa: «volví a la casita de los viejos, también tiene algo de eso».
Simultáneamente Spinetta dio a conocer un Manifiesto titulado Rock: música dura, la suicidada por la sociedad, título inspirado en uno de los ensayos de Artaud que lo inspiraban (Van Gogh, el suicidado por la sociedad). En ese Manifiesto Spinetta expuso su propia concepción del rock, como un estado de plenitud interior absolutamente libre, denunciando la "profesionalidad" y el "negocio del rock" que vacía al rock de esa "dureza" profunda.
El Manifiesto es un texto extenso, vigoroso, inaugural.

Son tantos los matices que comprenden la actitud creativa de la música local -entendiendo que en esa actitud existe un compromiso con el momento cósmico humano-, son tantos los pasos que sucesivamente deforman los proyectos, incluso los más elementales como ser mostrar una música, reunir mentes libres en un recital, producir en suma algún sonido entre la maraña complaciente y sobremuda que: EL QUE RECIBE DEBE COMPRENDER DEFINITIVAMENTE QUE LOS PROYECTOS EN MATERIA DE ROCK ARGENTINO NACEN DE UN INSTINTO. Por lo tanto: El Rock no le concierne a ciertas músicas que aparentemente INTUIDAS POR LAS NATURALEZAS DE QUIENES LAS EJECUTAN siguen guardando una actitud paternalista, tradicional en el sentido enfermo de la tradición, formulista, mitómana, y en última floración de esta contaminación,sencillamente "facha". Solo en la muerte muere el instinto. Por lo tanto, si éste se mantiene invariable, adjunto a la condición humana a la que necesitamos modificar para reiluminarnos masivamente, quiere decir que tal institno es vida. El Rock no es solamente una forma determinada de ritmo y melodía. Es el impulso natural de dilucidar a través de una liberación total los conocimientos profundos a los cuales, dada la represión, el hombre cualquiera no tiene acceso. El Rock muere sólo para aquellos que intentaron siempre reemplazar ese instinto por expresiones de lo superficial, por lo tanto lo que proviene de ellos sigue manteniendo represiones, con lo cual sólo estimulan "EL CAMBIO" exterior y contrarevolucionario, Y no hay cambio posible entre opciones que taponan la opción de la liberación interior. El Rock no ha muerto.

### Antonin Artaud

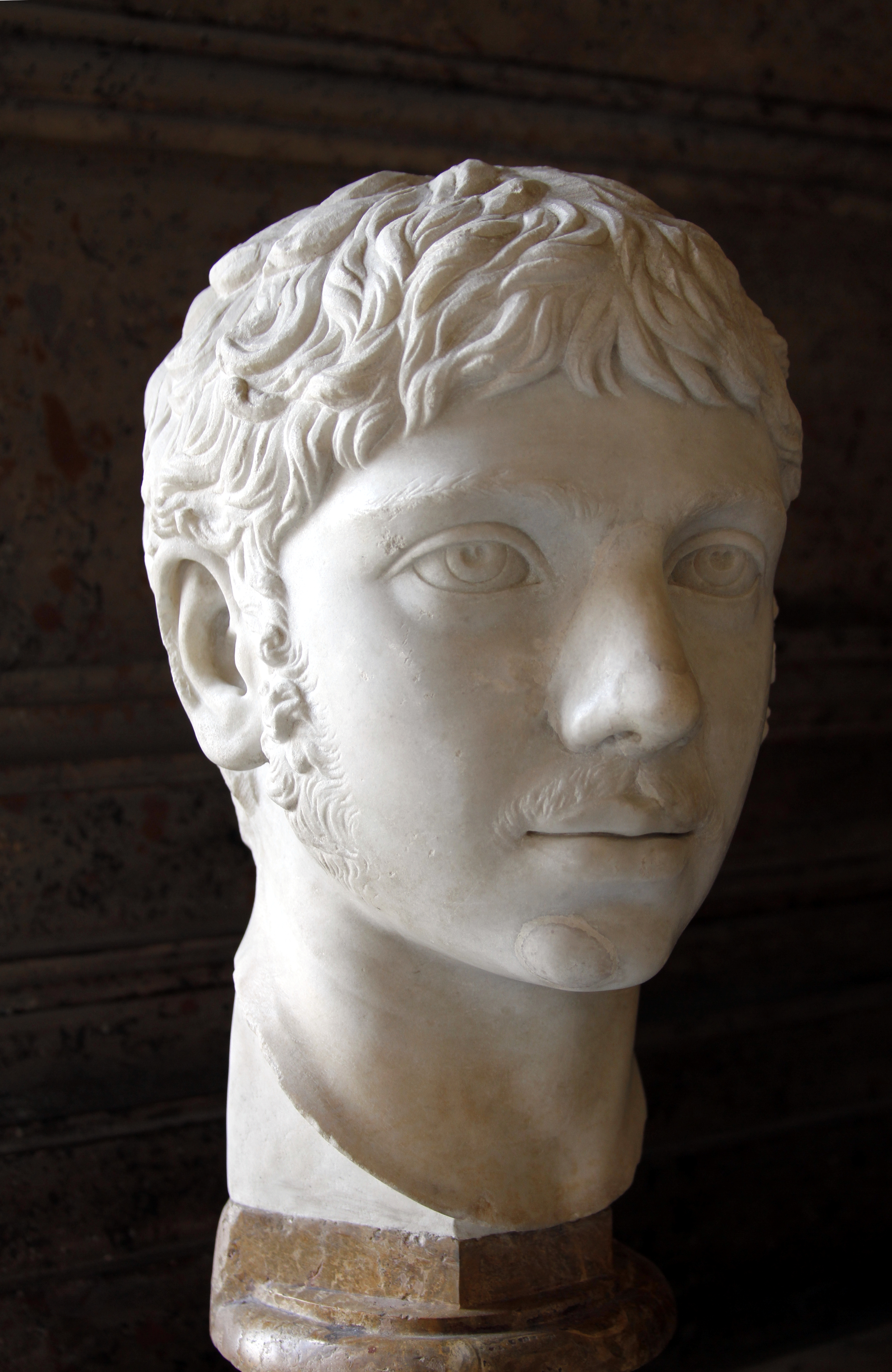
La vida de Heliogábalo, el emperador romano transgénero, inspiró fuertemente a Spinetta, a través del ensayo de Artaud, Heliogábalo o el anarquista coronado.

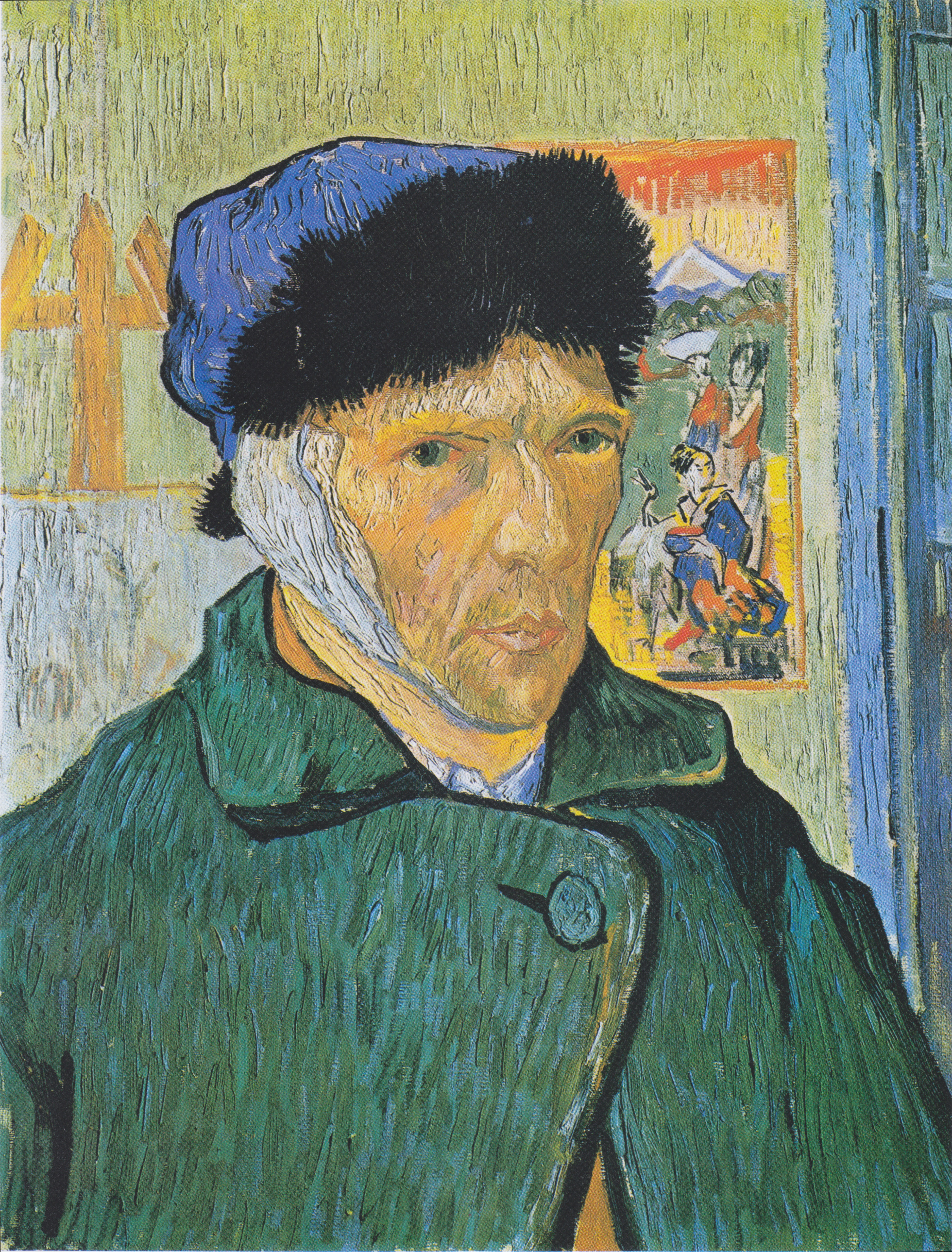
El pintor holandés Vincent Van Gogh fue otra de las fuertes influencias del álbum, a través del ensayo de Artaud, Van Gogh, el suicidado por la sociedad y las cartas del pintor con su hermano Theo.

Antonin Artaud (1896-1948) fue un poeta y dramaturgo francés, que a comienzos de la década de 1920 adhirió al movimiento surrealista, tomando una dirección original que rechazaba la obligación de adherir a la militancia política marxista que proponía el surrealismo. 
En la década de 1930 Artaud buscó relacionarse con formas culturales y estéticas no europeas, como el teatro balinés y la cultura tarahumara de México, donde experimentó con el peyote. En ese contexto crea el teatro de la crueldad, cuyas bases están establecidas en su libro más famoso, El teatro y su doble, de 1938, de enorme influencia en el teatro moderno. Artaud proponía que el artista, mediante la crueldad, debía desenmascarar la falsa realidad que "se acuesta como un sudario sobre nuestras percepciones". 
Es en esta época que Artaud escribiría una de las obras que llamaron la atención de Spinetta, Heliogábalo o el anarquista coronado (1934). Se trata de un ensayo que profundiza en los significados del sexo transgénero reivindicando la figura de Heliogábalo (218-222 d. C.), un emperador romano transgénero que pretendió que Roma adoptara la religión siria, basada en una extraordinaria concepción andrógina de la divinidad. La respuesta de los conservadores romanos fue asesinarlo cuando contaba con dieciocho años, arrojar su cuerpo desmembrado al Tíber y borrar su nombre de los registros públicos.
En 1937 Artaud es declarado demente y encerrado en diferentes hospitales psiquiátricos hasta el fin de sus días, recibiendo constantes tratamientos de electroshock, contra los que protestó en reiteradas cartas. En 1946 sus amigos lograron su traslado a un establecimiento más abierto y volvió a escribir varias obras, entre ellas Van Gogh, el suicidado por la sociedad (1947), la otra de sus obras que llamaría la atención de Spinetta, donde denuncia a la psiquiatría y sostiene que Van Gogh fue empujado a la locura social y al suicidio por una sociedad que no quería ver su visión del mundo. Meses después, el 4 de marzo de 1948, muere probablemente de una sobredosis de hidrato de cloral, luego de haber sido diagnosticado de padecer cáncer, en lo que también pudo haber sido un suicidio.
Hablando del álbum, Spinetta contó que la obra de Artaud que realmente lo había impactado era Heliogábalo, el emperador transgénero anarquista que con apenas dieciocho años murió descuartizado por los guardias y arrojado a las letrinas junto a su madre, pero que no encontraba el modo de expresar ese impacto en el disco. Luego leyó Van Gogh el suicidado por la sociedad, que a su vez lo lleva a las cartas descarnadas que Van Gogh le escribía a su hermano Theo. La «sangre alrededor» de la que habla la canción "Cantata de puentes amarillos", diría Spinetta, "es la sangre de la herida de la oreja de Van Gogh y también la sangre de Heliogábalo cuando lo tiran a las letrinas de la ciudad".
Spinetta manifestaría años después su solidaridad con "los alienados y los marginados del mundo", que aquí se manifiestan a través de Artaud y los personajes que él evoca, Heliogábalo y Van Gogh.
Muchos años después, en la conversaciones que mantuvo con Juan Carlos Diez publicadas en Martropía (2006), Spinetta se explayó largamente sobre la importancia de Artaud en su obra:

Leer a Artaud y tratar de degustarlo no se trata de una experiencia inicialmente filosófica, sino que parte de una experiencia sensorial. Ver cómo las palabras danzan con un peso inconcebible. Y al razonarlas y advertir lo que él ve, ahí empieza el mundo. Yo creo que de eso no sale una filosofía, aunque él asoma como filósofo. Al advertirnos acerca de la actividad interior, parece que él quisiera escribir La literatura y el mal, que después escribe otro gran escritor como Georges Bataille. Pero es como si él lo encarnara. Artaud es un atormentado inconcebible. No era muy sano el tipo. Era meningítico, fue adicto a la morfina y a otras drogas toda su vida para tratar de evadir los dolores de cabeza y otros síntomas de su enfermedad mal curada en aquella época. Él reconoce su enfermedad y trata de transformar su lenguaje. Es increíblemente profundo. De precisión daliniana, diría, porque tiene la precisión de la pintura de Dalí, que te hace un huevo que se transparenta sobre el mármol y parece una foto de algo que uno no podría concebir. De esa calidad es Artaud para escribir sobre algo que es indecible. Solamente él se atreve a hablar de esa manera de las cosas que ve y siente, y a internarnos en el mundo de las neuronas y sus pesadillas, de la pesadilla biológica del pensar. Parece que todo el tiempo deseara extraer el mal de su poesía y ponerlo en evidencia porque no quiere ser débil. No quiere la debilidad y el tormento, entonces acusa, sentencia. Artaud sentencia, es sentencioso. Eso lo hace poético, lo hace williamblakeano, pronosticador de pesadillas. Y mucho más inocente que el inocente, porque si uno pudiera escribir con tanta calidad posiblemente lograría liberarse de sus males. Sólo momentáneamente. A la vez, se ve que el dolor vino después; antes y después de eso para él. Pero escribir ese dolor, de esa manera, le permite seguir respirando, o de otro modo se hubiera matado a continuación de un texto. Menos mal que se le ocurrió uno detrás de otro... Él tiene esos raptos, inventa el mundo. Un genio tremendo:
insoslayable e inubicable. Insoslayable para la literatura, inubicable para la filosofía. Inubicable. Y grandioso por el aporte lingüístico. La visión es grandiosa. Es un mundo de células que sienten. Se introduce en el ser como la sangre de su propio cuerpo y desde ahí habla. Es mortífero, casi lo más grande que hay para leer
Luis Alberto Spinetta

### El estilo

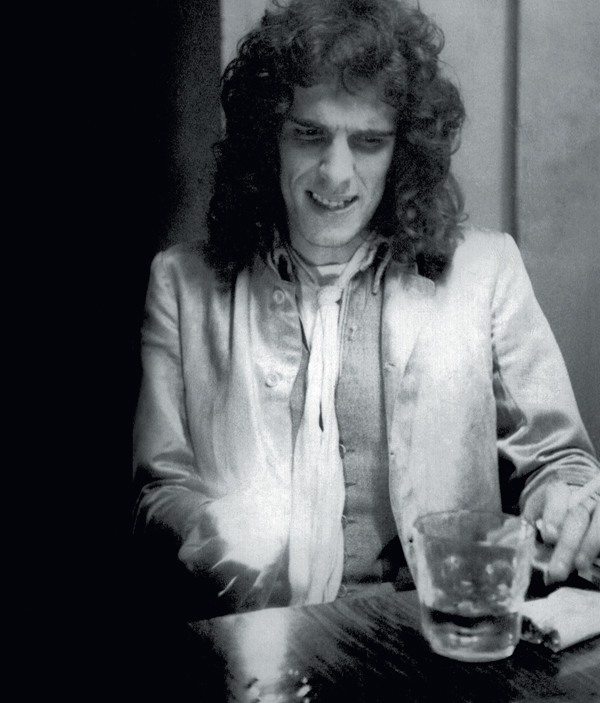
Spinetta circa 1973

La música de Artaud significa una ruptura en el estilo musical del llamado "rock nacional" en Argentina, y del rock latino en español, en general. También significa una ruptura en la obra de Spinetta, porque a partir de este álbum Spinetta definiría una trayectoria musical que no tendría como fin el éxito popular y menos aún comercial, sino su propia necesidad expresiva sin condicionamientos de ningún tipo.
El sonido del álbum es primordialmente acústico e intimista. Se emparenta en este sentido con el que tendría nueve años después el álbum Kamikaze. Numerosas guitarras acústicas, un ascetismo marcado en los arreglos y un viraje abrupto respecto de su disco anterior. Las canciones son complejas y ya señalan una incorporación armónica del jazz en su música, que sería notable a partir de 1977, con el álbum A 18' del Sol y luego con la Banda Spinetta y Spinetta Jade.
Disco previo al inicio de Invisible, donde la búsqueda estética, lírica y musical se consolida, este disco representa una bisagra que sobrevendría y que persistió en su obra hasta el final.

### Portada

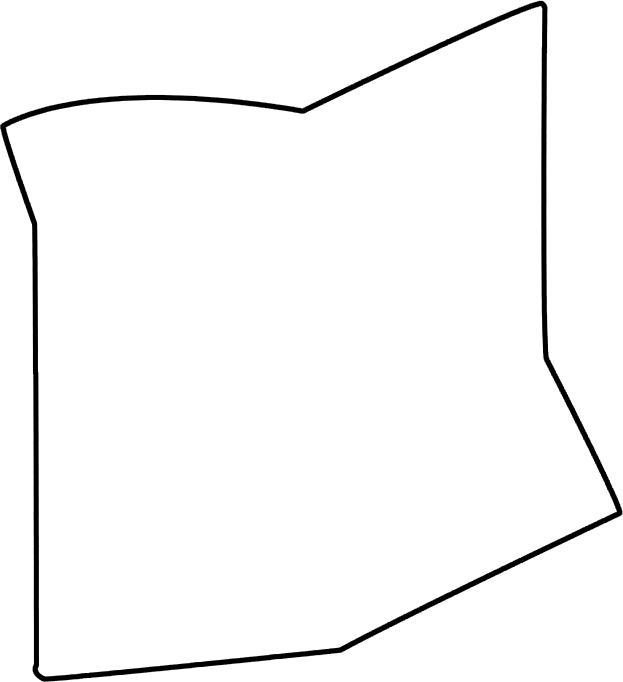
Silueta del LP original de Artaud, famoso por su forma irregular y rupturista.

La portada del disco original no es cuadrada, como era y sigue siendo usual en los discos, sino que fue diseñada por Spinetta para que tuviera una forma octogonal irregular de cuatro puntas, de fondo verde y con una mancha amarilla en su cuadrante inferior izquierdo. En el frente lleva una pequeña foto de Artaud viejo, en el ángulo superior derecho, mientras que en el contrafrente lleva una pequeña foto de Artaud similar, pero joven y en el ángulo superior izquierdo. 
El disco original tiene un sobre interno blanco, con la lista de temas y los créditos, así como una cita de Artaud escrita en mayúsculas, que dice: 

«¿Acaso no son el verde y el amarillo cada uno de los colores opuestos de la muerte. El verde para la resurrección y el amarillo para la descomposición, la decadencia?»
Antonín Artaud (Carta a Jean Paulhan)
París - 1937

Del mismo lado del sobre, figura también la siguiente aclaración sobre la integración de Pescado Rabioso:

«Pescado Rabioso es una idea musical creada en 1971 por Luis Alberto Spinetta. A través de esta idea tocaron en grabaciones y actuaciones los siguientes músicos: Juan Carlos Amaya, Osvaldo Frascino, Carlos Miguel Cutaia y David Oscar Lebón. Los músicos que aparecen en este disco sólo están ligados a la idea Pescado Rabioso por las circunstancias de la grabación y a expreso pedido de Luis Alberto Spinetta.»

En la parte inferior del sobre, figura la dedicatoria:

«Este L.P. se denomina "Artaud" porque está dedicado a Antonin Artaud, poeta francés (1896-1948)»

La idea del diseño de la portada fue del propio Spinetta y el diseñador fue Juan Gatti, el artista responsable de varias tapas de los primeros años del rock argentino. Es considerada una obra maestra para toda una generación, y recordada como una de las joyas del diseño de portada de todos los tiempos.

«En ese momento la hicimos con Luis Alberto y quedó como un delirio, porque realmente estábamos volados, pero no por las drogas, sino como en estado de permanente alucinación. Hicimos esa tapa que no entraba en ningún stand y las tiendas de discos nos querían matar porque no sabían cómo exhibirlo, la gente no lo podía guardar. Fue un objeto muy incómodo y movilizador para la época.»

Juan Carlos Diez recoge en su libro Martropía: conversaciones con Spinetta el siguiente recuerdo del músico sobre la resistencia de los ejecutivos de la discográfica a la tapa informe:

«¡Tuve unas luchas!... Me pedían de rodillas: "Te la hago de oro, pero cuadrada". Y yo les contestaba: "¡Nooo, ahora que me la aceptaste, no te vuelvas atrás. Pensá que estás sacando un disco muy original y chau". Las disquerías devolvían los discos porque las tapas se doblaban en las bateas.»
Luis Alberto Spinetta (en Martropía).

### Presentación y difusión
La presentación se realizó la mañana del 28 de octubre de 1973 en el Teatro Astral, donde Luis se presentó solo, acompañado de una guitarra acústica, donde repasó temas de Pescado Rabioso y Almendra más algunos temas inéditos que hasta ese momento no habían sido grabados (Ah! basta de pensar y Barro tal vez, grabados en Kamikaze y Dedos de mimbre grabado en Fuego gris). Y en el escenario, en los intermedios del recital, se mostraban películas mudas como Un perro andaluz, El gabinete del doctor Caligari y cortos del argentino Hidalgo Boragnos todo musicalizado por The Dark Side of the Moon, Pompa y Circunstancia de Edward Elgar y War Heroes de Jimi Hendrix.
En 2020 la familia Spinetta recuperó una grabación monoaural de aquella presentación, tomada desde la fila diez, por un fanático llamado Eduardo Avelleira. Fue publicada en formato digital el 26 de junio del mismo año. Contiene un tema inédito (Ella Flota por Mí) que había sido compuesto en conjunto con David Lebón pero nunca llegó a ser grabado, además de Barro tal vez, que no sería grabada en estudio hasta la publicación de Kamikaze en 1982.

### Los temas

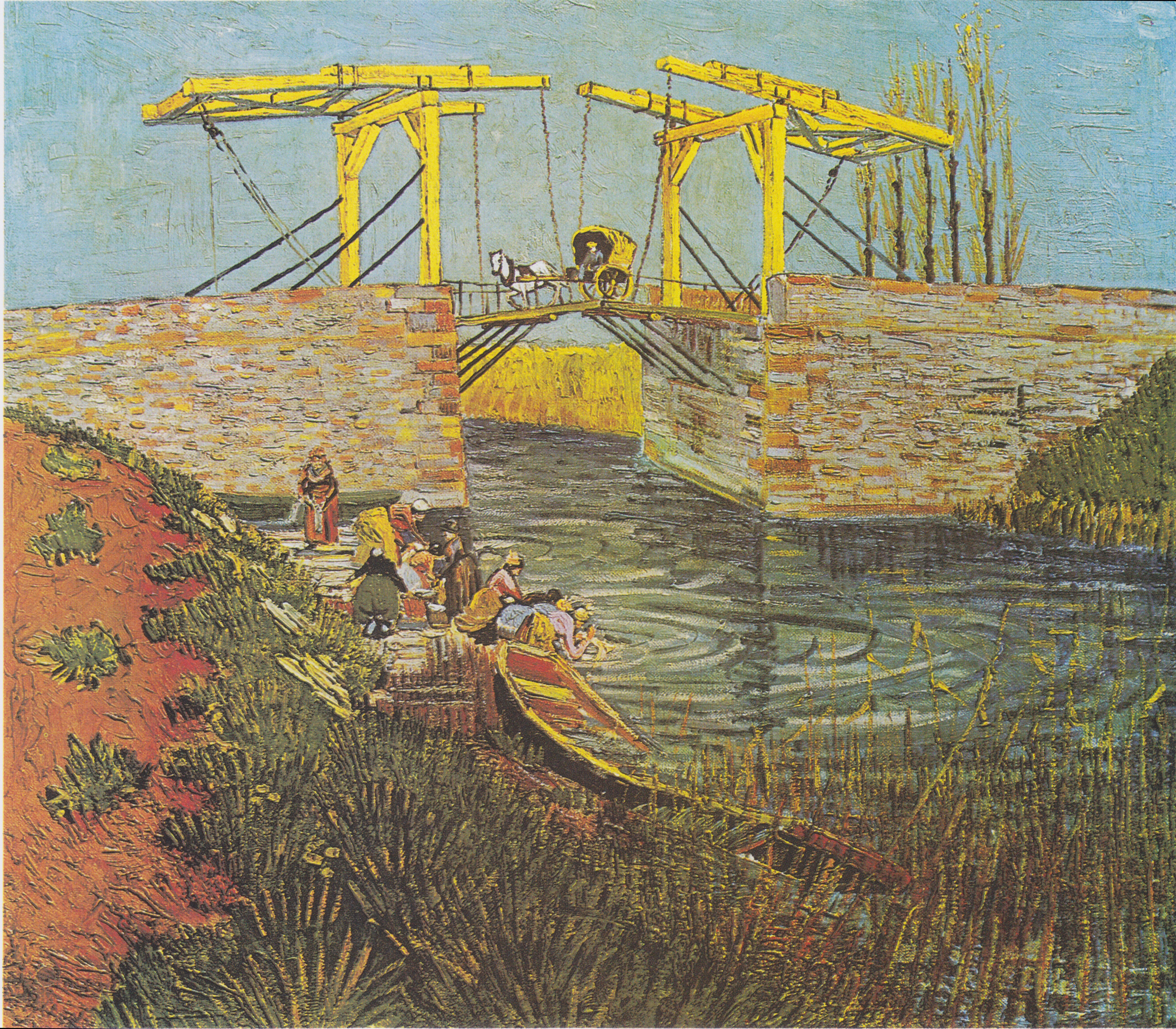
"El puente de Langlois en Arles", cuadro del pintor holandés Vincent Van Gogh en el que se inspira el título de la "Cantata de puentes amarillos".

Prácticamente todos los temas del disco son clásicos del cancionero spinetteano. Comienza con "Todas las hojas son del viento" que interpreta solo acompañado de una guitarra acústica, cantando a dúo consigo mismo, en la que señala la fragilidad de la vida y las personas, refiriéndose al embarazo de su expareja, Cristina Bustamante. Le sigue "Cementerio Club", un blues con toques de humor negro, que interpreta junto a su excompañero de Almendra Emilio del Guercio (bajo) y su hermano Gustavo Spinetta en batería. El tercer tema es "Por", un tema acústico lento cuya letra surrealista, es una lista de sustantivos que terminan con la preposición "por". El cuarto tema es "Superchería" un rock interpretado con sus excompañeros de Almendra, Rodolfo García y Emilio del Guercio, en el que cuestiona a la religión («siempre soñar, nunca creer»). El último tema del lado A es "La sed verdadera", una canción contra la idolatría de los artistas de rock.  
El lado B comienza con el considerado el #16 entre los 100 mejores de la historia del rock argentino: "Cantata de puentes amarillos", una suite de más de 9 minutos -que toma su título de la pintura de Van Gogh-, en la que Spinetta expresa el drama de vivir «con esta sangre alrededor». Le sigue "Bajan", un rock lento que trata sobre la necesidad de no apurar al tiempo. El anteúltimo tema es "A Starosta, el idiota", otro tema con fragmentos de un tema de los Beatles y llantos del propio Spinetta, que le habla al idiota interno que tiene cada persona («no creas que ya no hay más tinieblas»). El álbum cierra con "Las habladurías del mundo", una crítica a los medios de comunicación y su poder sobre los artistas.

## Lista de canciones
Todas las canciones escritas y compuestas por Luis Alberto Spinetta. 
| N.º  | Título                           | Duración |  |
| 1.   | «Todas las hojas son del viento» | 2:12     |  |
| 2.   | «Cementerio Club»                | 4:55     |  |
| 3.   | «Por»                            | 1:45     |  |
| 4.   | «Superchería»                    | 4:21     |  |
| 5.   | «La sed verdadera»               | 3:32     |  |
| 6.   | «Cantata de puentes amarillos»   | 9:12     |  |
| 7.   | «Bajan»                          | 3:26     |  |
| 8.   | «A Starosta, el idiota»          | 3:15     |  |
| 9.   | «Las habladurías del mundo»      | 4:03     |  |
| 3:56 |                                  |          |  |

## Músicos
- Luis Alberto Spinetta: Guitarras, bajo, bateria maracas, platillos, piano y voz.
- Carlos Gustavo Spinetta: Batería en Cementerio Club y Bajan.
- Rodolfo García: Batería, cencerro y coros en Superchería y Las habladurías del mundo.
- Emilio del Guercio: Bajo y coros en Bajan, Cementerio Club, Superchería y Las habladurías del mundo.

## Créditos
- Efectos: Juan Carlos Robles Robertone en La sed verdadera. Norberto Orliac y Pedro en A Starosta, el idiota.
- Tapa original: Juan O. Gatti
- Bagajes: Gito
- Ingeniero: Norberto Orliac.
- Producción: Jorge Álvarez y Luis Alberto Spinetta

Todas las letras y música del disco por Luis Alberto Spinetta.

## Pescado Rabioso
Pescado 2, al ser un disco doble, duplicó los problemas de producción habituales en las discográficas argentinas de la época, generándose una división en la banda: Amaya, Lebón y Cutaia pretendían moverse a un estilo más cercano al rhythm & blues, mientras que Spinetta quería continuar en un estilo más "lírico" y complejo. Esto generaba una contradicción para Spinetta, que consideraba a Pescado Rabioso como su banda, lo cual en última instancia causó la marcha de todos los integrantes de la banda a excepción de Spinetta.
Spinetta decidió entonces grabar las nuevas canciones que había compuesto él solo. En parte porque no le gustaba la idea de poner su propio nombre en un disco, y en parte para demostrarle a sus excompañeros de banda que "Pescado Rabioso era yo", sin embargo, el disco Artaud sería lanzado bajo el nombre de Pescado Rabioso. En el disco puede leerse la siguiente explicación:

"Pescado Rabioso es una idea musical creada en 1971 por Luis Alberto Spinetta. A través de esta idea tocaron en grabaciones y actuaciones los siguientes músicos: Juan Carlos Amaya, Osvaldo Frascino, Carlos Miguel Cutaia y David Oscar Lebón.
Los músicos que aparecen en este disco sólo están ligados a la idea Pescado Rabioso por las circunstancias de la grabación y a expreso pedido de Luis Alberto Spinetta."

## Curiosidades
- La banda de indie rock Superchería toma su nombre inspirándose en la canción del álbum en homenaje a su disco favorito.[27]

- En el año 2010, Luis Alberto Spinetta hizo una regrabación con su banda estable de «Todas las hojas son del viento» y «Bajan» para la película Antes de Daniel Gimelberg.[28]

- La destacada banda peruana Cementerio Club formada en la década de 1990, tomó su nombre de la canción del álbum.
- En el año 1993 Gustavo Adrián Cerati, reversiona la canción Bajan en su álbum Amor amarillo a modo de homenaje, no solo siendo esto así, ya que en el año 2009 en el recital de Spinetta y las Bandas Eternas, tocaron juntos esta canción.

## Posicionamiento en listas
| Listas (2023)     | Mejor posición |
| ----------------- | -------------- |
| Argentina (CAPIF) | 2              |
| Uruguay (CUD)     | 6              |
| Listas (2025)     | Mejor posición |
| Argentina (CAPIF) | 1              |